# Pristimantis apiculatus
Pristimantis apiculatus é uma espécie de anfíbio  da família Craugastoridae. Pode ser encontrada na Colômbia e Equador. Os seus habitats naturais são: regiões subtropicais ou tropicais húmidas de alta altitude. Está ameaçada por perda de habitat.